# Erzincan (provincie)
Erzincanská provincie je území v Turecku, ležící ve východní Anatolii. Hlavním městem je Erzincan. Rozkládá se na ploše 11 974 km2 a na konci roku 2009 zde žilo 213 288 obyvatel. Region je často sužován zemětřesením.

## Administrativní členění
Provincie Erzincan se administrativně člení na 9 distriktů:
- Çayırlı
- Erzincan
- İliç
- Kemah
- Kemaliye
- Otlukbeli
- Refahiye
- Tercan
- Üzümlü